# Evangelische Stadtkirche (Giengen)

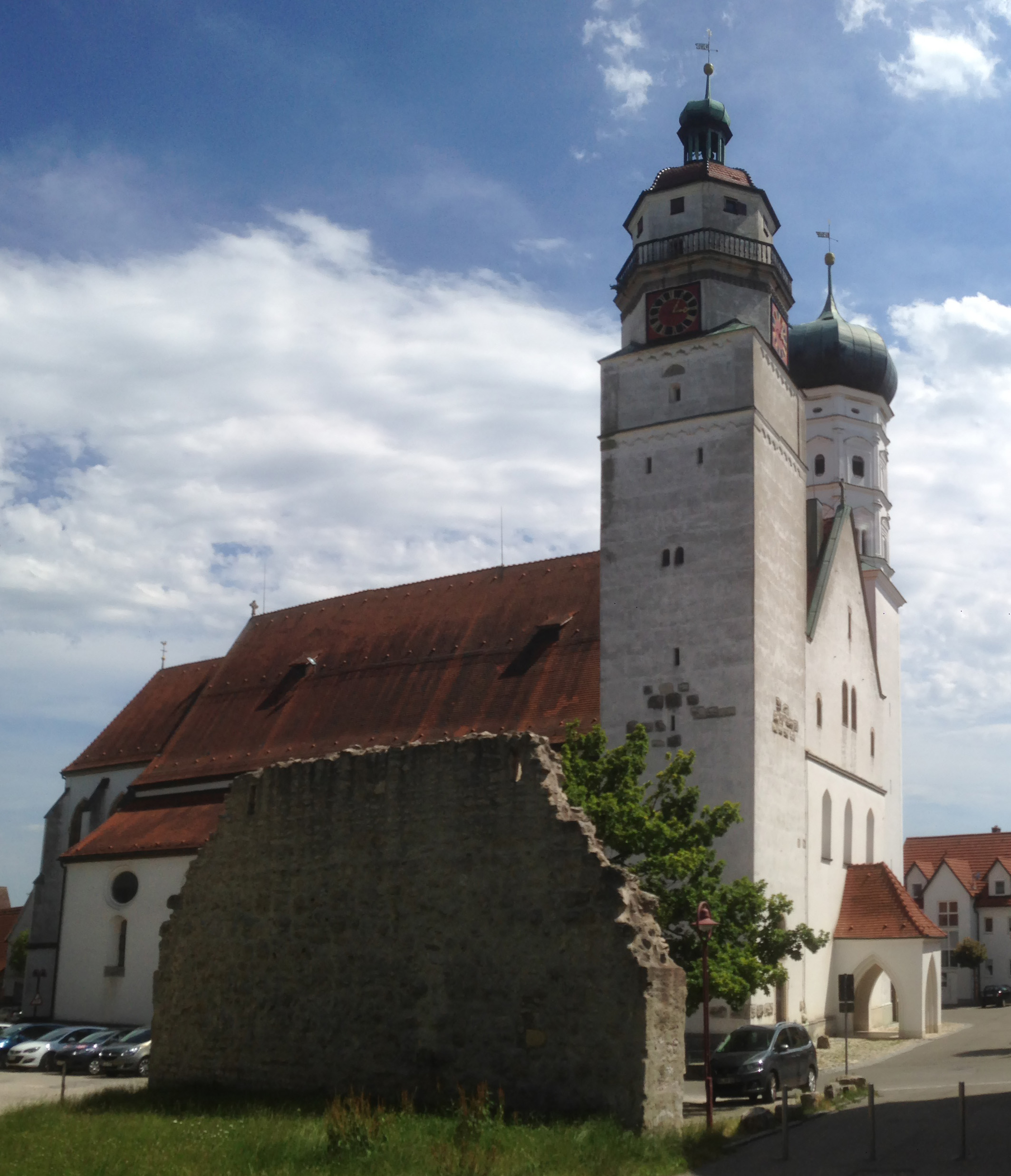
Evangelische Stadtkirche mit Rest der Stadtmauer vom 13. Jhdt.

Die Evangelische Stadtkirche ist ein protestantisches Kirchengebäude in Giengen an der Brenz und mit ihren beiden ungleichen Türmen ein Wahrzeichen der Stadt. Die Kirche weist Stil- und Bauelemente von der Romanik über Gotik, Renaissance und Barock bis zum Jugendstil auf.

## Geschichte
Bei einer Renovierung der Kirche brachte 1986 die Freilegung von Fundamenten unter dem Fußboden Aufschluss über den romanischen Vorgängerbau aus dem 13. Jahrhundert. Diese wesentlich kleinere stauferzeitliche dreischiffige Pfeilerbasilika war 7,50 Meter breit und hatte drei Apsiden. Von ihr stammen noch die sechs Pfeiler und Rundbogen der südlichen Mittelschiffwand und das bei der Vergrößerung der Kirche im 15. Jahrhundert nach Norden verschobene Hauptportal im Westen. Das südliche Seitenschiff stimmt mit dem romanischen Bau überein, wurde aber später erhöht.
1374 wurde die Kirche Unserer Lieben Frau erstmals erwähnt. Der gotische gewölbte Chor und die Sakristei wurden zwischen 1356 und 1402 errichtet und 1420 hier eine der frühesten südwestdeutschen Prädikaturen gestiftet. Vor 1432 verbreiterte man das Kirchenschiff im Norden auf mehr als die doppelte Breite. Dadurch entstand ein außerordentlich breites und verhältnismäßig niedriges Mittelschiff mit einer neuen Nordseite. Von diesem Umbau stammen die fünf gotischen Spitzbögen an der nördlichen Mittelschiffwand. Die spätgotische heraldische Platte der Gebrüder Ramminger entstand um 1475. 
Der nördliche Bläserturm, an dessen romanischem unteren Teil noch Buckelquader aus der Stauferzeit zu sehen sind, war ursprünglich ein Wachturm an der Stadtmauer und kein Bestandteil der Kirche. Ein Rest dieser mittelalterlichen Stadtmauer steht noch wenige Meter nördlich der Kirche sowie hundert Meter östlich davon als Nordfassade der Planiestraße 18. Bei der Vergrößerung der Kirche im 15. Jahrhundert wurde der Bläserturm als Nordwestturm integriert. Parallel dazu wurde ein gotischer Südwestturm erbaut, der die Glocken beherbergte. In der Renaissancezeit wurde der obere Teil des Bläserturms 1579 umgestaltet. Auf diesem Turm, unter dessen ziegelgedeckter Turmhaube mit Laterne eine Galerie verläuft, wohnte einst der Turmbläser, der die Stadt bewachte, die Stunden schlug und bei Gefahr die Sturmglocke läutete. Traditionsgemäß sind vom Bläserturm am Sonntag um 9:15 Uhr und am Mittwoch um 12 Uhr Turmbläser zu hören.
Im Zuge der Reformation berief der Rat der Stadt im Jahre 1531 Martin Rauber als Prediger. Er kam aus dem Ulmer Gebiet, wo sich die Bürger schon 1530 für den evangelischen Glauben entschieden hatten, und gilt als der Reformator Giengens. 1537 wurde die württembergische Kirchenordnung eingeführt, und 1556 die Reformation endgültig besiegelt. Danach war Giengen über Jahrhunderte eine überwiegend protestantische Stadt. Ein Bildersturm fand in Giengen nicht statt, da sich der Rat gegen eine Zerstörung der Bilder und Altäre wehrte.
Beim großen Stadtbrand im Dreißigjährigen Krieg wurde die Kirche nach der Schlacht bei Nördlingen 1634 bis auf Mauerreste zerstört. Einzig die gotische Sakristei blieb unversehrt. Beim Wiederaufbau von 1650 bis 1655 entstand die Oberwand mit frühbarocken Pilastern und Ochsenaugenfenstern. Das Mittelschiff bekam eine flache Muldendecke mit Stichkappen, die Seitenschiffe wurden flachgedeckt mit Gurtbögen. Das mächtige Dach auf der Nordseite wurde über das Seitenschiff und seine Empore geführt, die Südseite basilikal, also mit einem niedrigen Seitenschiff ohne Empore gestaltet. An der mittleren Arkadenöffnung der südlichen Mittelschiffswand steht die 1654 von Hans Nübling aus Ulm geschaffene Kanzel mit Schalldeckel. Mit der West- und Nordempore und dem zur Südkanzel U-förmig gestellten Parterregestühl im Mittelschiff ist die Stadtkirche eine Querkirche bis heute.
Der nördliche Bläserturm konnte nach dem Stadtbrand repariert werden. Beim schwer beschädigten südlichen gotischen Glockenturm blieb nur der Abbruch. Er wurde 1710 im Stil des Barock in seiner heutigen Form neu errichtet.
Die frühbarocke Innenausstattung ist für eine evangelische Kirche ungewöhnlich umfangreich. Der Hochaltar im Chor ist von 1659, der Altartisch im Schiff ist von 1677. Das Abendmahlsgemälde ist von Andreas Schuch nach Rubens, das Triumphbogen-Kruzifix von dem Ulmer Bildhauer Braun (1661). Die gemalten Epitaphe in geschnitzten Rahmen stammen aus dem 17./18. Jahrhundert, teilweise mit Reliefs. In der Sakristei befinden sich Predigerbildnisse aus dem 16. bis 18. Jahrhundert.
Bei der Erneuerung von 1821 erhielt der Chor eine flache Gipsdecke und das Schiff ein Flachtonnengewölbe mit Stichkappen. Die Renovierung von 1904 bis 1906 stellte die Wölbung des Chors wieder her und führte mit Orgelprospekt, Ausmalung des Chors, farbigen Glasfenstern, zwei Radleuchtern und neuem Gestühl Jugendstilelemente hinzu. Die Fenster von 1905 stammen aus der Münchner Glasmalereiwerkstatt Gustav van Treeck und zeigen im mittleren Chorfenster hinter dem Hochaltar: das Opferlamm als Christus- und die Taube als Hl.Geist-Symbol, die vier Evangelistensymbole und das Giengener Stadtwappen; nach Vorlagen von Albrecht Dürer gefertigt (Holzschnitte 1510 Große Passion) im Chorfenster links: Kreuzigung (darunter das Wappen von Martin Luther), im Chorfenster rechts: Auferstehung (darunter das Wappen von Philipp Melanchthon).
Es ist eine Besonderheit dieser Kirche, dass verschiedene Stilrichtungen außen und innen in einem Nord-Süd-Kontrast kombiniert sind und mit der vorwiegend barocken und Jugendstilausstattung, dem gotischen Chor und der Jugendstilorgel dennoch zu einem harmonischen Gesamteindruck führen:
- Türme: Im Norden Romanik/Renaissance, im Süden Barock
- Mittelschiffwände: Im Norden Gotik, im Süden Romanik
- Außenfront: Im Norden Pseudobasilika, im Süden Basilika

Die Kirche und die Stadtmauerreste sind seit 1997 Sehenswürdigkeiten an der Straße der Staufer.

## Galerie

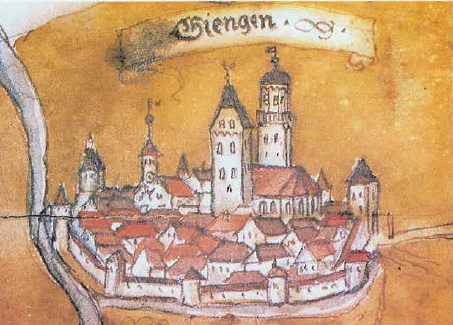
Südlicher damals gotischer Glockenturm (vorne) und nördlicher Bläserturm im Renaissancestil (1585)
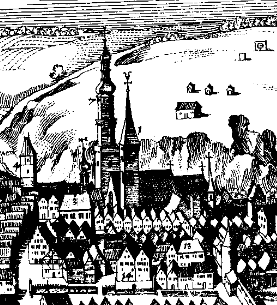
Stadtkirche bei Matthäus Merian (vor 1634)
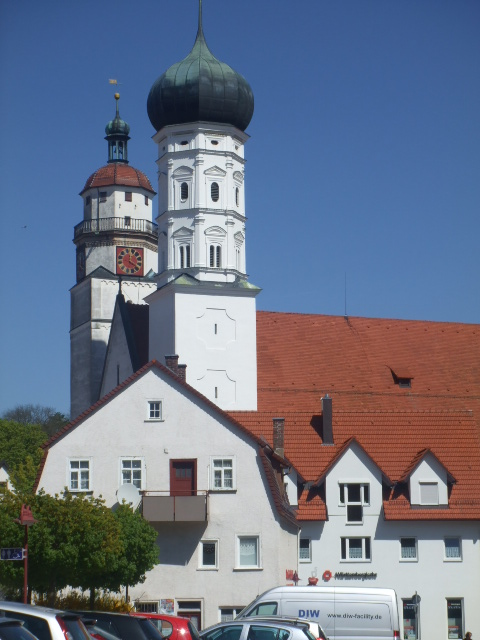
Heutiger barocker Glockenturm (vorne) und Bläserturm
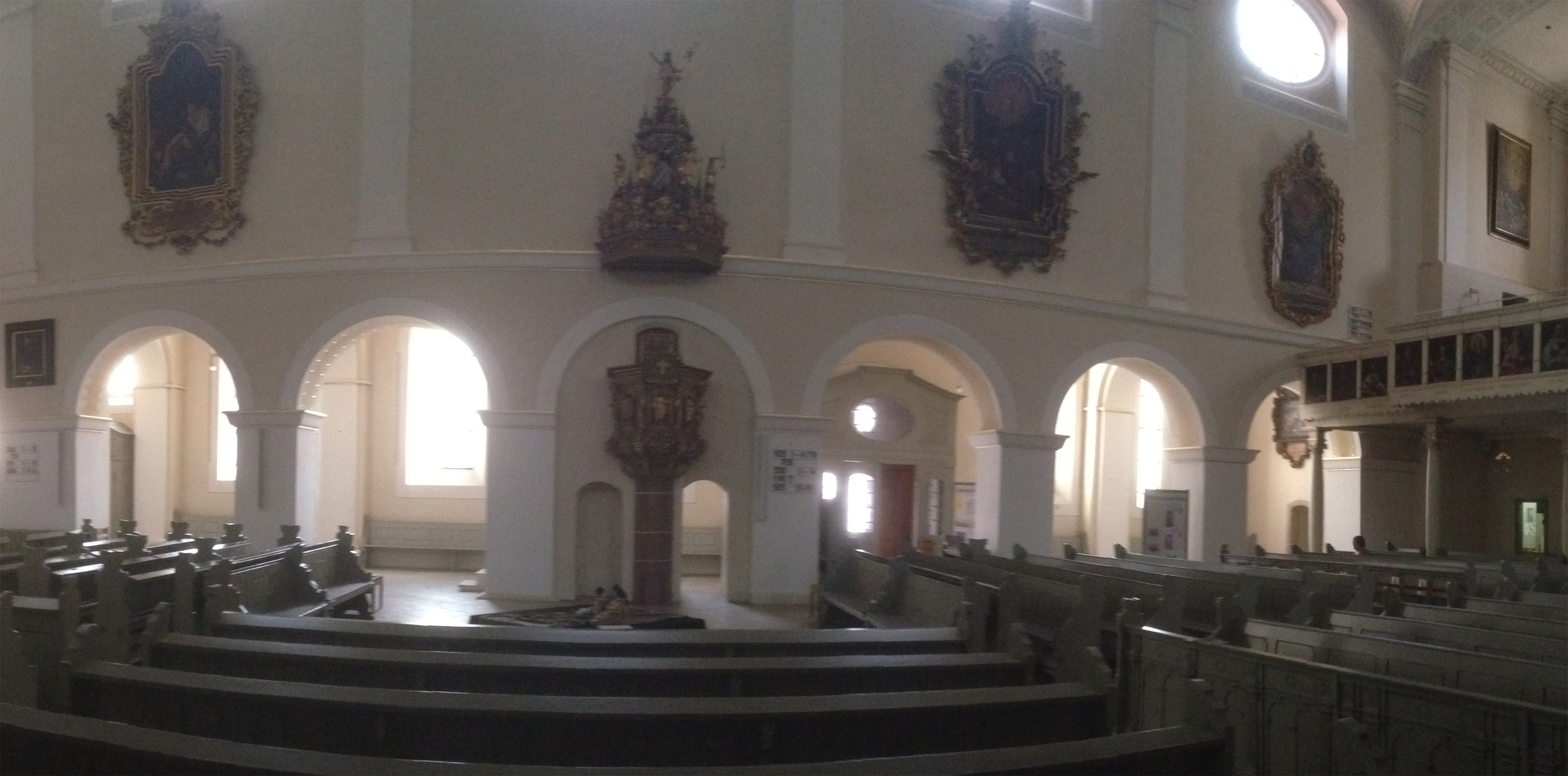
Romanische südliche Mittelschiffwand
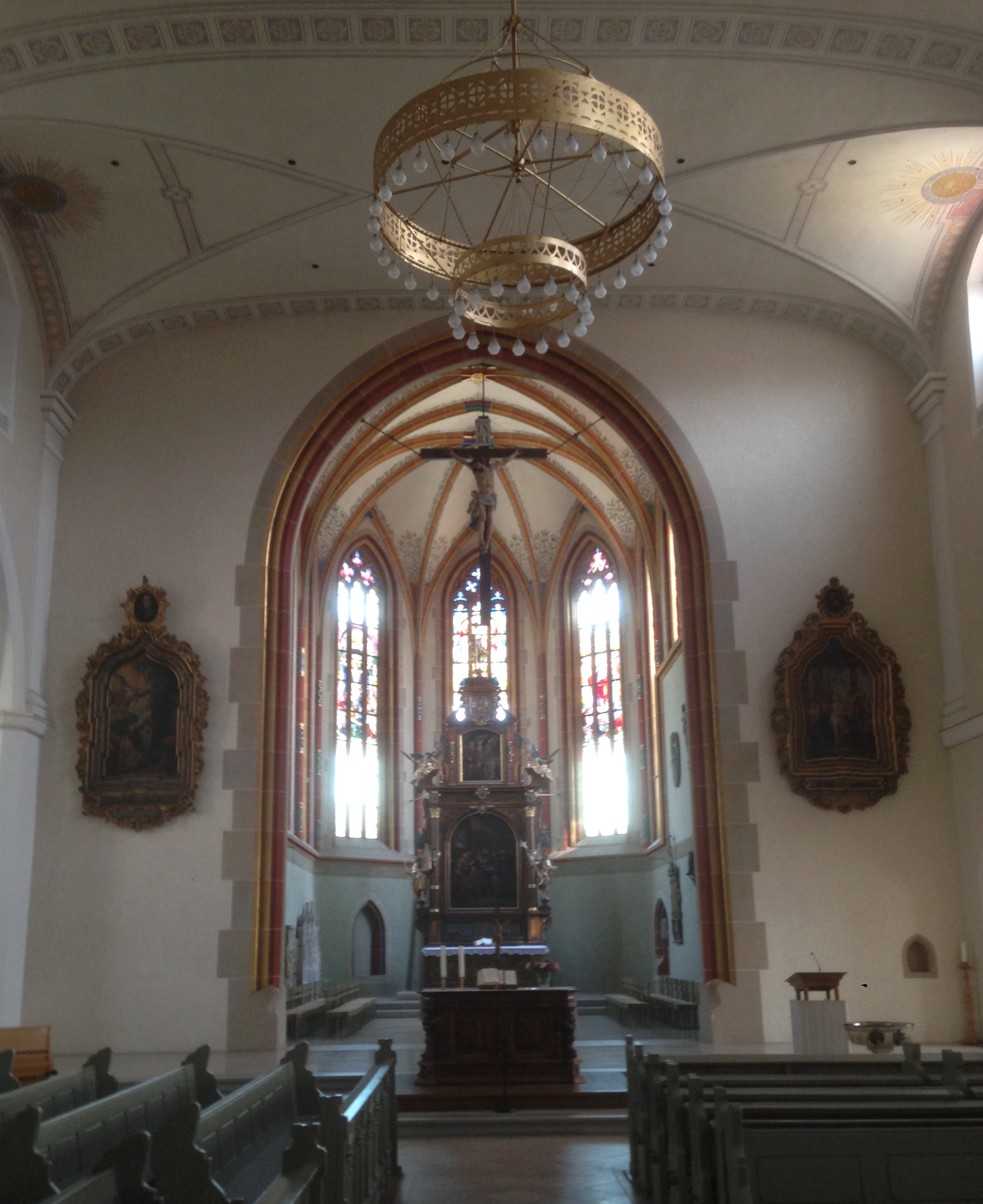
Gotischer Chor, Jugendstil-Radleuchter
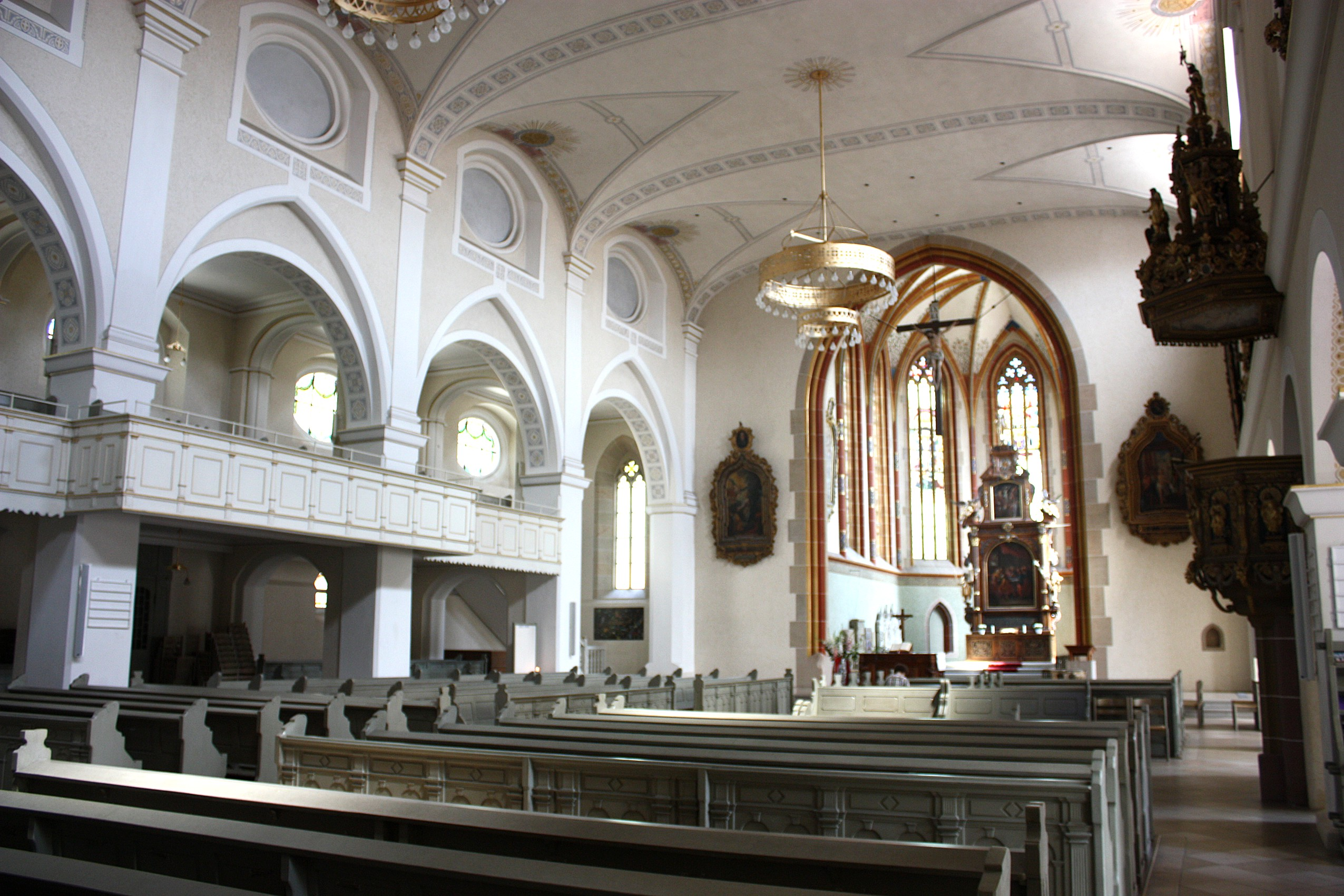
Gotische nördliche Mittelschiffwand
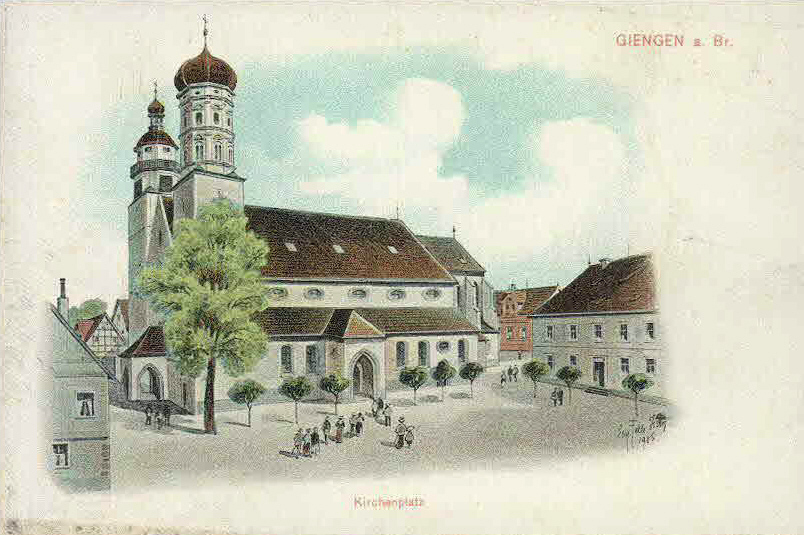
Ansichtskarte (1905) mit der basilikalen Südseite

## Orgel

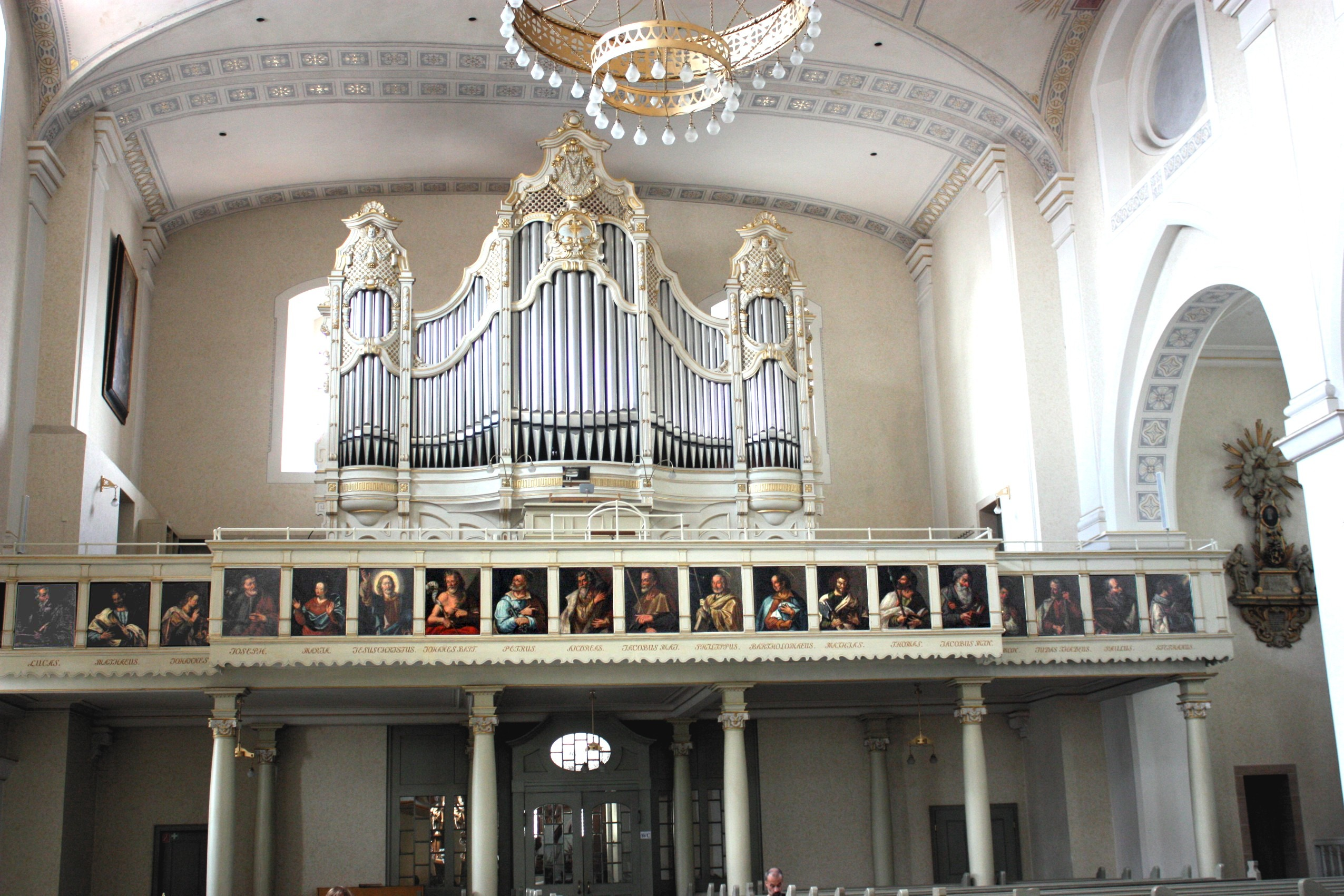
Empore mit Orgel

Die Kirche verfügt über eine bedeutende Orgel. Das Jugendstil-Instrument steht auf der Westempore und wurde im Jahre 1906 von der Giengener Orgelmanufaktur Gebr. Link erbaut. Das Instrument steht unter Denkmalschutz. Es ist bis heute weitgehend unverändert erhalten und ist die einzige große Orgel Süddeutschlands aus der Zeit der Spätromantik. In den 1970er Jahren entging sie nur knapp einem entstellenden klanglichen Umbau zu einer Neobarockorgel nach Plänen von Helmut Bornefeld. Die Orgel hat einen orchestralen Klang und verfügt über Vielzahl verschiedener Flötenregister und Streicher (z. B. Gambe, Violone, Aeoline). Das Instrument hat 51 Register auf drei Manualwerken und Pedal. 2017 wurde auf Betreiben des damaligen Kantors Christian Barthen reversibel eine Setzeranlage hinzugefügt. Die Orgel ist mit zahlreichen CD-Einspielungen dokumentiert. Die Disposition lautet:
| I. Manual C–g3 |                   |       |
| 1.             | Principal         | 16′   |
| 2.             | Principal         | 8′    |
| 3.             | Stentor-Flöte HD  | 8′    |
| 4.             | Stentor-Gambe HD  | 8′    |
| 5.             | Gemshorn          | 8′    |
| 6.             | Quintatön         | 8′    |
| 7.             | Doppelgedeckt     | 8′    |
| 8.             | Dolce             | 8′    |
| 9.             | Octave            | 4′    |
| 10.            | Flöte             | 4′    |
| 11.            | Quint             | 2 ⁄3′ |
| 12.            | Superoktav        | 2′    |
| 13.            | Mixtur V          |       |
| 14.            | Tuba mirabilis HD | 8′    |
| 15.            | Clarine           | 4′    |

| II. Manual C–g3 |                |     |
| 16.             | Salicional     | 16′ |
| 17.             | Principal      | 8′  |
| 18.             | Viola          | 8′  |
| 19.             | Concertflöte   | 8′  |
| 20.             | Rohrflöte      | 8′  |
| 21.             | Salicional     | 8′  |
| 22.             | Fugara         | 4′  |
| 23.             | Dolce          | 4′  |
| 24.             | Waldflöte      | 2′  |
| 25.             | Cornett III    |     |
| 26.             | Trompete harm. | 8′  |

| III. Manual C–g3 |                       |     |
| 27.              | Bourdon               | 16′ |
| 28.              | Geigenprincipal       | 8′  |
| 29.              | Lieblich Gedeckt      | 8′  |
| 30.              | Hohlflöte             | 8′  |
| 31.              | Gamba                 | 8′  |
| 32.              | Aeoline               | 8′  |
| 33.              | Voix celeste          | 8′  |
| 34.              | Prestant              | 4′  |
| 35.              | Traversflöte          | 4′  |
| 36.              | Piccolo               | 2′  |
| 37.              | Harmonia aetheria III |     |
| 38.              | Clarinette            | 8′  |
| 39.              | Vox humana            | 8′  |
|                  | Tremolo (für Nr. 39)  |     |

| Pedalwerk C–f1 |               |         |
| 40.            | Principalbass | 32′     |
| 41.            | Principalbass | 16′     |
| 42.            | Subbass       | 16′     |
| 43.            | Violonbass    | 16′     |
| 44.            | Salicetbass   | 16′     |
| 45.            | Quintbass     | 10 2⁄3′ |
| 46.            | Violonbass    | 8′      |
| 47.            | Cello         | 8′      |
| 48.            | Octave        | 4′      |
| 49.            | Posaune       | 16′     |
| 50.            | Trompete      | 8′      |
| 51.            | Clarine       | 4′      |

- Koppeln: II/I (auch als Superoktavkoppel), III/I, III/II, III/III (Superoktavkoppel), I/P, II/P, III/P
- Crescendo, Schwelltritt III. Man.
- Freie Kombinationen, Setzeranlage (2017)
- Die drei mit HD gekennzeichneten Stimmen stehen auf erhöhtem Winddruck (Hochdruckregister)

Seit 2006 werden an dieser Orgel Internationale Max-Reger-Orgelakademien unter der Leitung von Christoph Bossert von der Hochschule für Musik Würzburg veranstaltet. In jüngerer Zeit waren auch das dortige Projekt DVVLIO und Erasmus+ Kooperationspartner.

## Glocken
Im Ersten Weltkrieg wurden Glocken für die Rüstungsindustrie beschlagnahmt. 1922 erhielt die Kirche vier neue, von denen drei im Zweiten Weltkrieg wiederum eingezogen wurden.